# Rhabdoclema olyrae
Rhabdoclema olyrae är en svampart som först beskrevs av Speg., och fick sitt nu gällande namn av Franz Petrak 1947. Rhabdoclema olyrae ingår i släktet Rhabdoclema, divisionen sporsäcksvampar och riket svampar.   Inga underarter finns listade i Catalogue of Life.